# Retour à l'ordre (Angel)
Retour à l'ordre est le 16e épisode de la saison 2 de la série télévisée Angel.

## Synopsis
Angel se réveille après avoir fait l'amour avec Darla, mais il découvre qu'il a toujours son âme. Il comprend que coucher avec Darla était un acte désespéré et la chasse de chez lui en la prévenant qu'il la tuera s'ils se rencontrent à nouveau. Il se précipite ensuite chez Kate Lockley et la sauve de sa tentative de suicide. Darla va quant à elle chez Lindsey McDonald et celui-ci est furieux que les deux vampires aient couché ensemble. Angel va trouver Lorne pour trouver conseil mais Lorne lui apprend que ses amis sont en danger. Angel porte secours à Wesley, attaqué par des démons Skilosh qui veulent se venger car les membres d'Angel Investigations ont récemment déjoué un de leurs plans. Pendant ce temps, Cordelia tombe dans un piège tendu par d'autres démons Skilosh, qui comptent l'utiliser comme appât.
Angel, Wesley et Gunn partent sauver Cordelia mais les retrouvailles entre eux trois sont assez froides. Angel fait diversion et est encerclé par plusieurs démons Skilosh mais Lindsey arrive à ce moment au volant de son pick-up. Il disperse les démons et percute Angel avant de le frapper avec une masse. Mais Angel se ressaisit vite, lui écrase sa main artificielle avec la masse et lui prend son pick-up. Gunn et Wesley sont capturés et faits prisonniers avec Cordelia mais Angel les sauve tous les trois. Cordelia lui en veut néanmoins toujours de les avoir abandonnés. En rentrant chez lui, Lindsey découvre que Darla a quitté la ville. Angel retrouve Kate à l'hôtel, et ils ont une conversation lors de laquelle Kate lui révèle qu'elle ne l'avait pas invité à entrer chez elle ; qu'il ait pu entrer chez elle pour la sauver du suicide relève donc de l'extraordinaire. Plus tard, Angel passe voir ses amis et s'excuse de son comportement. Wesley lui dit qu'ils ne veulent plus travailler pour lui mais Angel lui propose alors de travailler pour eux.

## Statut particulier
Noel Murray, du site The A.V. Club, estime  que cet épisode représente avec celui qui le précède directement le point culminant de la saison, deux épisodes « magnifiquement scénarisés, et rythmés et interprétés avec une grande intensité », Retour à l'ordre offrant aux téléspectateurs « le dénouement qu'ils souhaitaient » avec Angel complétant son processus d'humilité entamé en début de saison. Pour Ryan Bovay, du site Critically Touched, qui lui donne la note maximale de A+, cet épisode est « plus un contrepoint » beaucoup plus optimiste de l’épisode précédent que sa continuation directe. Il offre « une perspective existentialiste sur le monde » et délivre « un message rafraichissant d'espoir et de foi en l'humanité » qui arrive à point après un encore plus formidable mais très sombre Grand Bilan.

## Distribution

### Acteurs crédités au générique
- David Boreanaz : Angel
- Charisma Carpenter : Cordelia Chase
- Alexis Denisof : Wesley Wyndam-Pryce
- J. August Richards : Charles Gunn

### Acteurs crédités en début d'épisode
- Elisabeth Röhm : Kate Lockley
- Christian Kane : Lindsey McDonald
- Andy Hallett : Lorne
- Julie Benz : Darla